# Tontechnik

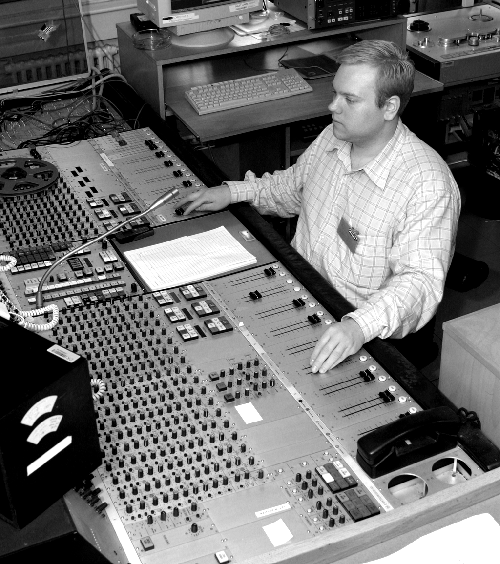
Tontechniker in einem Tonstudio

Tontechnik ist der Oberbegriff für technische Geräte, die der Umwandlung, Bearbeitung, Aufzeichnung (Speicherung) und Wiedergabe von akustischen Ereignissen (Schall) dienen.

## Prinzip
Schall und die darin enthaltenen Informationen sowie akustische Vorgänge können ohne technische Werkzeuge nicht bearbeitet oder gespeichert werden. Durch mechanische Vorrichtungen lässt sich Schall nur mittels Schalldämmung oder Schalldämpfung reduzieren, mittels Diffusion ablenken und durch mechanische Aufzeichnungsgeräte bedingt speichern.
Um Schallinformationen in hoher Qualität zu speichern oder in weitergehender Form zu bearbeiten, bedient man sich der Elektronik: Üblicherweise erfolgt zunächst eine Umwandlung des Schalls mit einem Schallwandler, z. B. mit einem Mikrofon, das als Sensor dient und Schallwellen in elektrische Signale umgewandelt. Die so entstehenden elektrischen Tonsignale bilden die Luftdruckschwankungen des Schalls ab und können durch tontechnische Geräte mit beliebig vielen Schritten bearbeitet, aufgezeichnet und vervielfältigt werden. Anschließend werden diese mit Lautsprechern wieder als Schallwellen abgegeben.

## Anwendungsgebiete
- Aufnahme von Musik und Gesang (im Rahmen von Musikproduktion) oder Sprache für z. B. eine Musik-CD, ein Hörbuch, Werbespots, TV- oder Radioübertragungen, Handy-Klingeltönen.
- Erzeugung elektronischer Musik (Klangsynthese, MIDI) von Tonträgern wie z. B. der Schallplatte oder Tonbändern. Hierbei kann auch der üblicherweise vorausgehende Schritt der Umwandlung von Schall in elektrische Signale sowie der Speicherung entfallen, wenn elektrische Schwingungen erzeugende Geräte (z. B. Synthesizer, Sampler) selbst die Musik- oder andere Toninformationen produzieren, die direkt ausgegeben werden können.
- Beschallung, also Verstärkung von Musik und Gesang oder Sprache bei Veranstaltungen, z. B. Musikveranstaltungen, Messeereignissen und Konferenzen sowie auch Hintergrundmusik in Kaufhäusern und Sportanlagen.
- Aufzeichnungen von Ton zu einem Film beim Dreh, bis hin zur Produktion der kompletten Filmtonspur. Der Ton wird technisch unabhängig vom Bild bearbeitet und erst im letzten Schritt auf einem gemeinsamen Medium zusammengeführt, so dass er gemeinsam mit dem bewegten Bild wahrgenommen wird.
- Messtechnische Erfassung der Lautstärke bzw. Lautheit von Geräuschen bzw. Schallereignissen, vor allem von Lärm.
- Erstellung von Audiogrammen für die Beurteilung des individuellen menschlichen Hörvermögens sowie der Hörgeräte-Anpassung.
- Hörgeräteakustik

## Typische Geräte
Typische Geräte der Tontechnik in der Signalkette sind Mikrofon, A/D-Wandler zur Digitalisierung, Klangregler (Equalizer), Mischpult, Dynamikprozessoren bzw. Regelverstärker (Kompressor, Limiter, Expander), Verzögerer (Delay), Hallgerät bzw. Raumsimulatoren (Reverberation) sowie D/A-Wandler, Verstärker und Lautsprecher.
Geräte der Tontechnik lassen sich in "einfache" und "komplexe" tontechnische Geräte unterteilen.
Zu den "einfachen" Geräten zählen Mikrofon, Zuspieler (z. B. Schallplattenspieler, Tonbandgeräte, CD-Spieler, MD-Spieler oder MP3-Spieler), Mischpulte (siehe auch Powermixer, DJ-Mixer oder DJ-Controller), Verstärker und Lautsprecher.
Zu den "komplexeren" Geräten zählen der Klangregler (Equalizer), Dynamikprozessoren bzw. Regelverstärker (Kompressor, Limiter, Expander), Verzögerer (Delay), Hallgeräte bzw. Raumsimulatoren (Reverberation), Frequenzweichen (Analoge Frequenzweiche oder Digitale Signalprozessoren (sogenannte digitale DSP-Controller)) sowie A/D-Wandler bzw. D/A-Wandler.
Außerdem existieren technische Hilfsmittel wie zum Beispiel Leitungen, Steckerverbinder, Signalsymmetrierer (DI-Boxen) oder Galvanische Trenner (Line-Trenner) die notwendig sein können um verschiedene tontechnische Geräte zu verbinden bzw. nutzen zu können.
Das digitale oder analoge Mischpult dient unter anderem der Signalanpassung, Mischung, akustischen Kontrolle und Mastering, dem Überführen in ein Zielformat wie Stereo oder 5.1-Kanal-Raumklang. Es enthält neben Reglern zur Pegelanpassung (Fader) auch Klangregler und Richtungsmischer (Panoramaregler). Über Sende- und Empfangswege können weitere Geräte wie Dynamikprozessoren eingebunden werden.
Zur technischen Kontrolle des Tonsignals dienen spezielle Messinstrumente, wie Pegelmesser oder Korrelationsgradmesser sowie Stereosichtgeräte.
Zur Speicherung der Aufnahmen wurden jahrzehntelang Magnetbänder verwendet (siehe auch Geschichte der Video- und Audiosysteme). Bei Tonbandgeräten und Kassettenrekordern erfolgte die Tonaufzeichnung auf analoge Weise. Analoge Tonbänder und Compact Cassetten wurden später weitgehend durch digitale Speicherung auf Magnetbändern (U-matic, DAT, DCC), magneto-optischen Digitalspeichern (Magneto Optical Disk), Festplatten und Speicherkarten ersetzt. Durch die digitale Speicherung verlor das jeweilige Speichermedium an Einfluss auf die Aufzeichnungsqualität.
Einige Funktionen der Tonstudiotechnik können heute auch auf einem handelsüblichen PC realisiert werden. Dieser ist heute das am meisten benutzte Werkzeug für die tontechnische Arbeit, da die sogenannten Digital Audio Workstations (DAWs) Aufzeichnung, Wiedergabe und flexible Bearbeitungsmöglichkeiten mit Hilfe von Software-Plug-ins bieten. Solche virtuellen Studios können viele der oben genannten Einzelgeräte realisieren, ggf. auch in Kombination mit Klangerzeugung. DAWs können naturgemäß aber nur mit digitalisierten Tonsignalen arbeiten, daher benötigt man zum PC mit DAW-Software immer auch noch einen A/D- und D/A-Wandler in Form einer eingebauten Soundkarte oder ein externes, oft über USB oder FireWire angebundenes Audio-Interface sowie Mikrofone oder andere primäre Klangquellen.